# Římskokatolická farnost Kruh
Římskokatolická farnost Kruh (něm. Kroh) je církevní správní jednotka sdružující římské katolíky na území vesnice Kruh a v jejím okolí. Organizačně spadá do českolipského vikariátu, který je jedním z 10 vikariátů litoměřické diecéze. Centrem farnosti je kostel svatého Vojtěcha v Kruhu.

## Historie farnosti
První zmínka o farnosti Kruh je z roku 1352. V letech 1724-1725 byl vybudován barokní farní kostel, zasvěcený sv. Vojtěchovi. Materiál z původního kostela byl použit na stavbu márnice. Projekt kostela zřejmě vypracoval Nicolo Raimondi. Po roce 1945 kostel zchátral. Po roce 2000 je rekonstruován.

### Duchovní správcové vedoucí farnost
Začátek působnosti jmenovaného v duchovní správě farnosti od:
- 1361 Michaël, † 1368
- 1368 Joannes z Katusic, † 1380
- 1380 Michaël z Mšena, † 1403
- 1403 Nicolaus z Jabonného
- 1404 Joannes z Kuřivod
- 1410 Nicolaus z Vidimi
- 1414 Joannesz Jestřebí
- 1418 Udalricus z Kadlína
- 1680 Benedictus Kolmon, OSB
- 1722 Leonardus Rex
- 1724 Math. Wencesl. Kupseluna
- 1765 Joann. August. Walburger
- 1777 Anton. Schneider
- 1783 Joann. Stibinger, † 3. 2. 1786
- 1786 Wenc. Ruzek, n. 1. 5. 1750 Cžistens., o. 21. 9. 1775, † 30. 10. 1827
- 1800 Math. Baudiaczek, n. 24. 2. 1756 Nimburgens. o. 2. 6. 1787, † 22. 2. 1821
- 1814 Georg. Greundl, n. 15. 4. 1769 Haazenberg (Pasov), o. 21. 1. 1799, † 11. 4. 1849
- 1825 Balth. Patzelt, n. 6. 1. 1783 Skalkens. o. 31. 8. 1807, † 7. 3. 1834
- 1835 Anton. Boehm, n. 3. 9. 1791 Vrchlabí, o. 18. 8. 1815, † 9. 2. 1859
- 1860 Joach. Jindra, n. 17. 8. 1806 Horaticens. o. 28. 9. 1832, † 11. 7. 1886
- 1864 chybí katalog
- 1865 Ign. Zimmerhakl, n. 18. 11. 1817 Mikenhan., o. 7. 8. 1842, † 19. 1. 1899
- 1867 Anton. Cerný, n. 20. 8. 1800 Bakov, o. 4. 9. 1827, † 19. 8. 1875
- 1875 par. vacat, admin. int. Wenc. Frost
- 1876 Anton Píč, n. 9. 4. 1823 Kleinweisl. o. 25. 7. 1849, † 25. 8. 1888
- 1885 Joann. Bernat, n. 25. 12. 1846 Příchvoj. o. 19. 7. 1873, † 20. 3. 1921
- 1893 Philipp. Lehnisch, n. 15. 12. 1852 Prag, o. 14. 7. 1877, † 24. 6. 1917
- 1902 Franc. Hlaváč, n. 7. 5. 1863 Lužany, o. 13. 9. 1885, † 24. 2. 1908
- 1908 Franc. Dlouhý, n. 7. 10. 1870 Libáň, o. 15. 7. 1894
- 1921 par. vacat admin. interc. exc. Gust. Blaschko
- 1922 Joann. Sonsalla, n. 14. 5. 1890 Groß Döbern (G), o. 5. 7. 1914, † 11. 9. 1922
- 1923 Jos. Šťastný, n. 9. 3. 1880 Kosmonosy, o. 12. 7. 1903,
- 1924 Jos. Hesse, n. 1. 11. 1888 Königswalde, o. 13. 7. 1913, exil Ensfeld
- 1938 par. vacat admin. interc. exc. Gust. Blaschko
- 1. 7. 1938 Conrad. Wittmann, n. 18. 2. 1905 Fuchsberg, o. 29. 6. 1931, † 8. 2. 1981
- 1. 9. 1946 Michael Raab
- 1. 10. 1946 Mathias Urbánek
- 23. 7. 1948 Miroslav Brabec
- 1. 3. 1951 Vojtěch Kodera
- 20. 1. 1952 Jan Železník
- 24. 11.1952 Vojtěch Kodera
- 15. 3. 1954 František Procházka
- 1. 7. 1954 František Kobr
- 1. 9. 1961 Václav Marvan
- 1. 9. 1984 Leopold Dvořáček
- 4. 11. 1989 Václav Tschulik
- 1. 5. 1993 Jozef Piroh
- 1. 11. 1995 Jaroslav Macoun
- ?
  - 1. 7. 2015 Luděk Téra, trvalá jáhenská služba
- 15. 1. 2001 Jan Nepomuk Jiřiště, admin. exc. z Bělé pod Bezdězem
- 10. 12. 2013 Stanislav Přibyl, admin. exc. z Litoměřic
- 1. 2. 2014 Kamil Škoda, admin. exc. z Bělé pod Bezdězem[1]

Kromě kněží stojících v čele farnosti, působili ve farnosti v průběhu její historie i jiní kněží. Většinou pracovali jako farní vikáři, kaplani, katecheté, výpomocní duchovní aj.

## Římskokatolické sakrální stavby na území farnosti
| | Fotografie | Stavba                    | Místo  | Bohoslužby                      | Zeměpisné souřadnice             | Status       | Číslo kulturní památky           |
| Kostel | Kostel     | Kostel                    | Kostel | Kostel                          | Kostel                           | Kostel       | Kostel                           |
| --- | ---------- | ------------------------- | ------ | ------------------------------- | -------------------------------- | ------------ | -------------------------------- |
| 1. |            | Kostel sv. Vojtěcha       | Kruh   | bližší informace o bohoslužbách | 50°29′55″ s. š., 14°39′43″ v. d. | farní kostel | 40704/5-3079 (Pk•MIS•Sez•Obr•WD) |
| Kaple |            |                           |        |                                 |                                  |              |                                  |
| 2. |            | Kaple Nejsvětější Trojice | Žďár   | bližší informace o bohoslužbách | 50°30′13″ s. š., 14°40′35″ v. d. | kaple        | —                                |
| Některé drobné sakrální stavby a pamětihodnosti lze dohledat zde v databázi Drobné sakrální památky Zaniklé sakrální stavby lze dohledat zde v databázi Poškozené a zničené kostely, kaple a synagogy v České republice |            |                           |        |                                 |                                  |              |                                  |

Ve farnosti se mohou nacházet i další drobné sakrální stavby, místa římskokatolického kultu a pamětihodnosti, které neobsahuje tato tabulka.

## Příslušnost k farnímu obvodu
Římskokatolická farnost Kruh se nachází v českolipském vikariátu, avšak z důvodu efektivity duchovní správy je administrována excurrendo z Bělé pod Bezdězem v mladoboleslavském vikariátu. Přehled duchovní správy farnosti Kruh je uveden v tabulce farních obvodů českolipského vikariátu.